# 高村倉太郎
高村 倉太郎（たかむら くらたろう、1921年 4月6日- 2005年11月21日）は、日本の映画撮影監督。日本映画撮影監督協会名誉会長。

## 来歴
1939年、松竹大船撮影所文化映画部に撮影助手として入所。1948年、「恋愛三羽烏」（中村登監督）の撮影監督に抜擢される。1954年、日活に移籍。以後も「俺は待ってるぜ」、「幕末太陽傳」、「ギターを持った渡り鳥」、「一杯のかけそば」など娯楽作品を中心に計約140本撮影。日本映画黄金期を支えた。
日活がロマンポルノ路線に転じた後も、同社に留まり生涯を日活所属で貫いた。
日活芸術学院の学院長、専任講師を務めるなど後進の指導にも尽くした。
2005年11月21日、慢性心不全のため死去。享年84。

## 主な撮影作品

### 劇場作品
- 恋愛三羽烏（1948年）
- 東京マダムと大阪夫人 (1953年)
- 飢える魂
- 真実一路（1954年）
- 生きとし生けるもの (1955年)
- 孤獨の人（1957年）
- 俺は待ってるぜ（1957年）
- 幕末太陽傳（1957年）
- 未練の波止場 (1958年)
- 錆びたナイフ（1958年）
- 渡り鳥シリーズ
- 東京の孤独 (1959年)
- 錆びた鎖 (1960年)
- 南海の狼火（1960年）
- 高原児 (1961年)
- 非行少女 (1963年)
- 刺青一代（1965年、日活）
- 赤い谷間の決斗（1965年）
- 紅の流れ星（1967年）
- 陽のあたる坂道（1967年）
- わが命の唄 艶歌（1968年）
- 前科 仮釈放 (1969年)
- スパルタ教育くたばれ親父 (1970年)
- ネオン警察 ジャックの刺青 (1970年)
- 百万人の大合唱（1972年)
- ナオミ（1980年)
- 一杯のかけそば（1992年）

など

### テレビ作品
- 大江戸捜査網（12CH）
- 電撃!!ストラダ5（NET）
- 大都会 闘いの日々（NTV）
- 探偵物語（NTV）

## 文献
- 撮影監督　高村倉太郎（ワイズ出版・2005年12月）ISBN 4898301908

### 著書
- 世界映画大事典（監修＝岩本憲児・高村倉太郎、編集＝岩本憲児・奥村賢・佐崎順昭・宮澤誠一、日本図書センター、2008年7月）ISBN 978-4284200844